# Bureau central d'enquête
Pour les articles homonymes, voir CBI.
Le Bureau central d'enquête, (en anglais Central Bureau of Investigation ou CBI  ; en hindi केंद्रीय अन्वेषण ब्यूरो) fondé en 1963 est l'agence du gouvernement central indien chargée des enquêtes criminelles, de la sécurité nationale et du renseignement. Il est l'héritier du  Special Police Establishment créée en 1941.
L'Inde étant une république fédérale, la police est en grande partie du ressort des États. Cependant, des dossiers particulièrement sensibles ou importants sont transférés au CBI. Le CBI est également l'agence officielle de coordination des affaires d'Interpol de l'Inde.  L'ancien directeur du CBI, P.C. Sharma, a d'ailleurs été nommé sous-directeur d'Interpol en octobre 2003.
Le directeur du CBI est A.P. Singh.